# Métro de Miami
Pour l’article homonyme, voir Houston METRORail.
Le métro de Miami (Miami Metrorail) est le principal réseau de transport en commun à Miami, en Floride. Il est géré par Miami-Dade Transit (MDT), une agence du comté de Miami-Dade. Inauguré le 20 mai 1984, il est l'unique métro de Floride, les deux autres réseaux en site propre en ville étant des navettes automatiques : le Metromover desservant le centre-ville de Miami et ses environs et le monorail de Jacksonville, dans la capitale de l'État.
Long de 39,9 km et comprenant 23 stations réparties sur deux lignes (orange et verte), le réseau de métro est connecté avec le Metromover aux stations Government Center et Brickell et au réseau de trains de banlieue Tri-Rail aux stations Tri-Rail et Miami International Airport. En 2017, près de 20 millions de personnes empruntent le métro de Miami annuellement,.

## Histoire
En 1971, une étude de transport de la zone urbaine de Miami réalisée par l'organisme de planification métropolitaine du comté de Dade a recommandé la construction d'un système de transport en commun rapide pour le Grand Miami. En effet les taux de croissance démographique de l'agglomération est l'un des plus rapides des États-Unis. Moins d'un an après l'étude, les habitants du comté ont approuvé un financement destiné au transport en commun, avec un financement supplémentaire approuvé par le parlement de Floride pour le transport en commun qui, jusque-là, fonctionnait uniquement sur les recettes tarifaires. En 1976, une fois l'ingénierie préliminaire terminée pour le système, la Federal Transit Administration a engagé 80% des coûts de la première étape du système de transport en commun rapide, le comté et l'État assumant le coût restant. En fin de compte, le système a coûté plus d'un milliard de dollars.
Un métro aérien était la seule option pour Miami en raison du niveau élevé de la nappe phréatique dans la région.
La construction du métro a commencé en décembre 1980. En juin 1983, le premier tronçon, 10 stations de Dadeland South à Overtown (maintenant "Historic Overtown / Lyric Theatre") a été achevé avec la construction du pont Miami River. La ligne sera mise en service avec retard à cause du retard de livraison des véhicules par la Budd Company qui ne livra que 40 véhicules sur les 136 véhicules commandés.
La ligne est mise en service commercial le 21 mai 1984 entre Dadeland South et Overtown (18,2 km ; 10 stations). En décembre de la même année, elle est prolongée de Overtown  jusqu'à Earlington Heights (5 stations), puis de Earlington Heights à Okeechobee (5 stations) en mai 1985. La ligne atteint alors 33,7 km (2 km au niveau du sol, le reste en viaduc) avec 20 stations.
Le réseau complémentaire de rabattement du Metromover sera mis en service en avril 1986.
La gare Tri-Rail a été mise en service en juin 1989 pour permettre la correspondance avec la ligne de banlieue Tri-rail
Entre 1995 et 2003, il est à noter que le trafic du métro stagna à un peu plus de 50.000 passagers par jour.
Les études préliminaires pour une extension du vers l'autoroute Palmetto ont commencé en 1996 : la mise en service du tronçon d'Okeechobee à Palmetto (2,3 km ; 1 station) ne sera fut réalisée qu'en mai 2003.

### L'extension vers l'aéroport et la ligne Orange
La desserte de l'aéroport international de Miami par le Metrorail était considérée comme un élément essentiel du plan de transport que les électeurs de Miami-Dade ont approuvé en 2002. La ligne de métro devait initialement être prolongée jusque dans l'enceinte de l'aéroport, mais en raison de pressions politiques et de lobbying, elle a été réorientée. Le comté de Miami-Dade a décidé que le projet AirportLink serait une extension reliant la station Earlington Heights au Miami Intermodal Center (MIC), situé à côté du centre de location de voitures de l'aéroport. La majeure partie du financement du projet de 506 millions de dollars provenait d'une taxe votée en 2002 avec une subvention du Florida Department of Transportation de 101 millions de dollars. La construction a commencé en mai 2009 et le service a commencé le 28 juillet 2012. Afin de desservir directement l'aéroport la ligne de Metrorail devra être prolongée par une navette automatique interne le MIA Mover, mis en service en septembre 2011.
Le 28 juillet 2012, la 23e station est ouverte, celle de l'aéroport international de Miami, ajoutant 3,9 km au réseau. Cette station devenue est le terminus de la nouvelle ligne Orange reliant l'aéroport à Dadeland en partageant l'essentiel de son parcours avec la ligne Verte. La fréquentation du métro augmenta, passant de 62 600 passagers par jour en 2011 à 72 700 en 2013.

## Réseau actuel

### Aperçu général
Le métro dessert le centre urbain de Miami et relie les quartiers d'affaires de Downtown Miami, Brickell et du Civic Center aux villes voisines de Hialeah et Medley au nord-ouest et de Coconut Grove (Miami), Coral Gables et South Miami au sud. Son terminus se situe à Dadeland dans la ville de Kendall.
La distance moyenne entre stations est de 1 800 m, ce qui donne une vitesse commerciale de 60 km/h.

### Les stations
Les stations ont des escalators et des ascenseurs. Les quais mesurent 190 m de long (trains de 8 voitures).

## Équipements de la ligne

### Matériel roulant
| Constructeur       | Année de livraison | Année de suppression | Nombre de voitures | Nombred de rames | Illustration |
| ------------------ | ------------------ | -------------------- | ------------------ | ---------------- | ------------ |
| Budd Company       | 1984               | 2020                 | 136                | 34               |              |
| Hitachi Rail Italy | 2017               | en service           | 136                | 34               |              |

#### Les véhicules de la Budd Company
En regroupant leurs commandes de véhicules en acier inoxydable, les métros de Miami et Baltimore économisèrent de l'argent en concluant un accord d'achat conjoint avec la Budd Company. Les 136 véhicules de Miami coûtèrent environ $ US 112 millions. La commande Baltimore-Miami fut parmi les dernières que Budd exécuta avant de fermer ses activités de fabrication de véhicules ferroviaires. Ces voitures ont été fabriquées à l'usine Budd de Red Lion dans le nord-est de Philadelphie.
Chaque voiture mesure 22,8 m de long, 3,1 m de large et 3,35 m de haut. Chaque voiture a 74 sièges, une place pour fauteuil roulant et 92 place passagers debout. La vitesse maximale est de 112 km/h. Le véhicule est alimenté par  troisième rail en 700V cc. Les véhicules sont équipés d'un système d'air conditionné.
Les véhicules sont par paire de façon semi-permanente. Compte-tenu du trafic, ce sont des trains de quatre véhicules qui circulent.
En 2008, il a été constaté que ce parc n'avait jamais été correctement entretenu : une analyse coûts-avantages a révélé que, sur la base de l'état du parc, une remise à neuf coûterait autant que l'achat de voitures neuves.

#### Le difficile renouvellement de la flotte
En 2009, Miami-Dade a lancé un appel d'offres pour le remplacement de la flotte existante, à un coût ne dépassant pas 2,419 millions de dollars par voiture. Les propositions de trois constructeurs ont été examinées, dont seulement deux répondant aux exigences de prix, celles-ci d'AnsaldoBreda et de CAF USA, basée à New York. L'offre de la CAF était légèrement supérieure à celle d'AnsaldoBreda, et donc Miami-Dade était prêt à attribuer le contrat au premier. Cependant, le contrat a été bloqué lorsque CAF a intenté une action en justice affirmant que la sélection d'AnsladoBreda était due au fait que le constructeur était disposé à ouvrir une usine locale dans le comté de Miami-Dade pour assembler les véhicules. Cette clause pouvait rendre l'accord inéligible au financement fédéral. Après avoir réévalué les offres des constructeurs, sans tenir compte de la préférence géographique locale, Miami-Dade a réaffirmé son choix pour AnsaldoBreda et en novembre 2012, a approuvé une commande de 313 millions de dollars pour 68 rames de deux voitures. Les voitures devant être livrées au cours de plusieurs années jusqu'en 2017.
Au moment où l'usine de construction de Medley a été achevée en mars 2016,, AnsaldoBreda a été achetée par Hitachi Rail et la livraison complète a été repoussé à 2019. La première rame est entrée en service en décembre 2017. La livraison des voitures a de nouveau pris du retard en raison des inondations à l'usine Hitachi Rail à West Plains, et en février 2018, il a été annoncé que les dernières véhicules n'arriveraient pas avant 2020. La pénurie de voitures de remplacement a entraîné un fonctionnement avec des trains à deux voitures.

### Automatismes et signalisation
C'est la société Union Switch & Signal qui installe les premiers automatismes de train avec système de protection et contrôle de vitesse. L'équipement de commande de vitesse automatique limite la vitesse du train conformément à la limite de vitesse programmée en ligne et selon le programme d'arrêt en gare. Un système de conduite automatique est également installée que le conducteur peut débrancher pour reprendre la conduite manuelle.

## Exploitation et fréquentation
Depuis l'achèvement de la liaison aéroportuaire en 2012, Metrorail a augmenté sa fréquence de service pour atteindre cinq minutes en heure de pointe sur la partie partagée de la ligne de Dadeland Sud à Earlington Heights.
Depuis son inauguration, la fréquentation du métro augmente relativement régulièrement passant de 20.000 passagers par jour en 1985 à 75.000 passagers quotidiens en 2014 (20,7 millions dans l'année).

## Projets de développement
Dès le début, le Metrorail a été conçu pour avoir plus de lignes que le système actuel à deux lignes. Cependant, le coût subventionné par le gouvernement fédéral de la ligne d'origine a dépassé le budget à 1,02 milliard de dollars, en outre l'achalandage a été beaucoup plus faible que prévu.
Les projets de développement se heurtent à des problèmes de financement et, jusqu'à présent, à une fréquentation du réseau qui reste en dessous des attentes.
Le plan stratégique de transport rapide de la région de Miami (SMART) vise à faire progresser six des couloirs de transport en commun rapide du PTP, ainsi qu'un système de réseau de service de transport rapide par bus express. Le plan SMART a été officiellement adopté et approuvé en 2016 par le conseil d'administration de l'Organisation de planification des transports de Miami-Dade (TPO). La stratégie consiste en particulier à étendre le transport en commun rapide de six corridors.
En 2019, Miami-Dade Transit choisit le Métrorail pour desservir le corridor Nord de 15,3 km le long de la 27e avenue nord-ouest jusqu'au comté de Broward, mais ce choix est contesté à cause de son coût.